# Lagoa do Campelo
A Lagoa do Campelo esta localizada na região norte do estado do Rio de Janeiro, mais precisamente na fronteira entre os municípios de Campos dos Goytacazes e de São Francisco de Itabapoana. A lagoa é fonte de renda para diversas famílias de pescadores e agricultores que vivem ao seu redor, ela também atraí muitos turistas por conta de sua beleza natural e das opções de lazer como exercícios ao ar livre, banho, remo, atividades culturais e pedagógicas, com destaque para a pesca, dada a diversidade de espécies que habitam as águas.

## Formação
A lagoa do Campelo tem sua formação relacionada com o delta do rio Paraíba do Sul, a mesma se encontra sob terreno quaternário. É considerada uma lagoa costeira.

## Fauna e flora
Atualmente sua mata ciliar foi totalmente devastada, porém suas margens são densamente colonizadas por macrófitas aquáticas do gênero Typha e seu sedimento apresenta-se coberto em quase toda sua extensão por bancos de macrófitas submersas flutuantes fixas e livres, do gênero Egeria. Há também a presença de plantas das famílias  Poaceae e Cyperaceae, além do gênero Borreria. (Luz et al,2003). 
Em relação a fauna Bidegain et al (2002) publicou em um trabalho as seguintes espécies encontradas na lagoa, traíra, moroba, sairu, lambari, mussum, tamboatá e corvina de água doce, dentre outras espécies como a lagosta de água doce. 